# Steganacarus bicarinatus
Steganacarus bicarinatus är en kvalsterart som först beskrevs av Jeleva 1970.  Steganacarus bicarinatus ingår i släktet Steganacarus och familjen Phthiracaridae. Inga underarter finns listade i Catalogue of Life.